# 彼得·凯乌皮科夫斯基
彼得·凯乌皮科夫斯基（波蘭語：Piotr Kiełpikowski，1962年11月27日—），波兰男子击剑运动员。他曾代表波兰参加1988年、1992年和1996年夏季奥林匹克运动会击剑比赛，获得一枚银牌和一枚铜牌。